# Zapaljenje dužice
Zapaljenje dužice (lat. iritis) ili prednji uveitisa je zapaljenski proces u sudovnoj opni (uveji), koji je zahvatio samo dužicu (lat. iris) oka. Pretežno se javlja kod mladih i ljudi srednjih godina. U zapadnim zemljama, 50% do 70% svih slučajeva uveitisa je klasifikovano kao zapaljenje dužice ili prednji uveitis.  

## Klasifikacija
Najrasprostranjenija klasifikacija uveitisa je ona koju je osmislila Međunarodna grupa za proučavanje uveitisa (IUSG) 1987. godine, na osnovu anatomske lokacije upale. Ova klasifikacija uključuje:
Prednji uveitis (iritis, iridociklitis i prednji ciklitis), 
Srednji uveitis (paraplanitis, zadnji ciklitis i hijalitis) 
Zadnji uveitis (fokalni, multifokalni ili difuzni horoiditis, horioretinitis, retinitis i neuroretinitis). 
Opisan je i dodatni termin, panuveitis (prednja komora, staklasto telo, retina i horoid).

## Relevantna anatomija srednje očne ovojnice
Dužica ili šarenica (lat. iris) je mišićna opna između rožnjače i sočiva, koja odvaja prednju od zadnje očne komore. Kroz nju u oko ulaze svetlosne zraci. Mišić dužice delue refleksno i određuje veličinu zenice, pa se ona na jakom svetlu sužava a na slabom širi.
Dužica svojim izgledom određuje boju očiju. Boja dužice se dobija genetskim nasleđem, i određena je količinom pigmenata. Kada ne bi bilo pigmenta oko bi bilo roze boje (albino). Postoje dva pigmenta melanin i lipohrom koji direktno učestvuju u boji oka. Melanin je braon boje i kontroliše ga 15-ti hromozom, dok lipohrom žuto-braon i kontroliše ga 19-ti hromozom. U ređim slučajevima može da se desi da jedno oko bude drugačije boje, ali to je jako redak slučaj. Dužica ne menja boju sa staranjem ma koliko se veruje u to. Dešava se da posmatrači uoče promenu boje očiji, ali to nije realnost, jer boja očiju zavisi od osvetljnja, kontrasta i oblačenja čoveka.

## Epidemiologija
Morbiditet
Zapaljenje dužice ili prednji uveitis je najčešći oblik uveitisa, koji se javlja kod 12 slučajeva na 100.000.  Odgovoran je za 10%  slepila u SAD i čini oko 30.000 novih pacijenata sa slepilom svake godine. Studija iz severne Kalifornije o epidemiologiji zapaljenje dužice otkrila je incidencu od 52,4 na 100 000 osoba godišnje i prevalenciju od 115,3 na 100 000 osoba. Studija Medicinskog centra Affairs, severozapadni Pacifik, prijavila je incidencu od 25,6 slučajeva na 100.000 osoba i prevalenciju od 69 na 100.000 osoba.
Studija na starijoj populaciji iz medicinske kohorte istraživanja otkrila je incidencu yapaljenje dužice u rasponu od 302-424 na 100.000 osoba godišnje ili u proseku od 340,9 na 100.000.
Srednja incidencija zapaljenje dužice ili prednjeg uveitisa je bila 21.006 na 100. Prijavljena incidencija zadnjeg uveitisa bila je 76,6 na 100.000, a incidencija panuveitisa 41,7 na 100.000.
Životna dob
Maksimalna incidencija i prevalencija zabeležene su kod starijih pacijenata >65 godina, a najmanji u pedijatrijskoj starosnoj grupi. 
Polne razlike
Žene su imale veću prevalenciju yapaljenja dužice od muškaraca.

## Etiopatogeneza
Zapaljenje dužice je često idiopatsko. Rekurentna stanja mogu biti povezana sa:
- autoimunim oboljenjima (ankilozirajući spondilitis, reumatoidni artritis, inflamatorne bolesti crijeva, Reiterov sindrom)
- infekcijama (herpes simpleks),
- traumom oka,
- kontaktnim sočivima (koja mogu doprineti razvoju zapaljenja dužice).[10]

Cela sudovna opna (uveja) može da reaguje na sledeć etiološke faktore na isti način:
- Specifične bolesti — reumatizam, fokalna infekcija, tuberkuloza, lues,
- Infektivna i virusna oboljenja,
- Parazitarna oboljanja — toksoplazmoza, leptospiroza i dr.

## Vrste zapaljenja dužice
Zapaljenje dužice prema izgledu zapaljenja
Prema izgledu zapaljenskog procesa iritisi se dele na difuzne i na cirkumskriptne, odnosno nodularne. 
- Difuzni oblik — je zapaljenski proces dužice koji zahavata difuzno (u celini) dužično tkivo.
- Cirkumskriptnih ili nodularnih oblik —  je zapaljenski proces dužice koji se ispoljava u vidu čvorića.

Zapaljenje dužice prema karakteru eksudacije
Kod svakog zapaljenskog procesa dužice preovlađuje eksudacija. Prema karakteru eksudacije zapaljenje dužice (iritis) se deli na:
- serozne,
- fibrinizne,
- purulentne (gnojne)  i
- hemogarične (krave).

I dok serozni oblik zapaljenje dužice ima blažu kliničku sliku kod ostali oblika klinička slika jed znatno teža.
Većina slučajeva iritisa je idiopatska, dok je 20% posledica tupe traume.
| Vrsta               | Bolesti |
| ------------------- | --- |
| Netraumatski iritis | Često povezan sa HLA-B27 sistemskim bolestima, uključujući: Juvenilni reumatoidni artritis (JRA) Ulcerozni kolitis Reiterov sindrom Sarkoidoza Behčetova bolest Tubulointersticijski nefritis i uveitis (TINU) Sistemski eritematozni lupus (SLE) Multipla skleroza Ankilozantni spondilitis                                                                                   |
| Infektivne bolesti  | Tuberkulozom izazvano zapaljenja dužice Hlamidijom izazvano zapaljenja dužice Lajmskom bolešću izazvano zapaljenja dužice Herpes simpleksom izazvano zapaljenja dužice Toksoplazmozom izazvano zapaljenja dužice Varičela-Zoster virusom (herpes zoster oftalmicus ili herpes zoster) izazvano zapaljenja dužice Sifilisom izazvano zapaljenja dužice.                         |
| Drugi uzroci        | Lekovima izazvano zapaljenja dužice Maskaradni sindromi kao što su limfom, leukemija, maligni melanom. Juvenilni ksantogranulom. Posle idiopatskog varijeteta, uveitis povezan sa HLA-B27 se svrstava kao drugi najčešći uzrok prednjeg uveitisa. Odgovoran je za 40-70% slučajeva prednjeg uveitisa u različitim geografskim regionima. Češće je kod muškaraca nego kod žena. |

## Klinička slika
Klinička slika zavisi od toga da li se radi o akutnom ili hroničnom obliku.
Akutna forma
Kod akutnog zapaljenje dužice simptomatologija je burna, sa svi nadražajnim simptomima oka: 
- epifora ( suzenje oka),
- fotofobija ( preosetljivost na svetlost) i blefarospazam ( grč kapka).
- difuzni bol sa bolnom akomodacijom,
- limbalno crvenilo,
- blago zamagljenje vida i pad oštrine vida

Subakutna i hronična forma
Kod subakutnih oblika postoje svi navedeni simptomi ali su oni znatno manjeg intenziteta, dok su kod hroničnog oblika simptomi veoma slabo izraženi.

## Dijagnoza
Anamnezom i fizikalnim pregledom koji se vrši pomoću fokalnog osvetljenja ili pomoću biomikroskopa, postavlja se primarna dijagnoza. Za konačnu dijagnozu potrebni su i dopunski klinički i laboratorijski pregledi kao i patohistološki nalaz.

## Terapija
Kod lečenja zapaljenje dužice primenjuju se:
- Midrijatička sredstava, pre svega atropin,koji se aplikuje u vidu rastvora ili masti, ukoliko je njegovo dejstvo nedovoljno onda se daje zajedno sa adrenalinom.
- Kortizon, koji se daje lokalno u vidu kapi, masti ili injekcija, ili se o opšte lečenje se najčešće sprovodi davanjem tableta pronizona.

U cilju bolje i brže resorpcije daju se tople suve obloge (termofor, kesica soli ili peska koji se zagreje i sl.) grejanje se vrši 3 - 5 puta dnevno u trajanju 15 - 20 minuta. U cilju zaštite od jake svetlosti nose se tamne naočare koje su zasenčene 50 - 75%.
Etiološko lečenje se sprovodi kada se ustanovi specifična dijagnoza, kao što je to slučaj kod:
- tuberkuloznih zapaljenje dužice primenjuje specifično lečenje tuberkulostaticima (streptomicin, para - amino - salicilna kiselina i rifadin),
- kod luesom izazvanog zapaljenje dužice, lečenje se sprovodi penicilinom,
- kod reumatizmom izazvanog zapaljenje dužice lečenje se sprovodi odgovarajućom antireumatskom terapijom.

## Spoljašnje veze
|  | Molimo Vas, obratite pažnju na važno upozorenje u vezi sa temama iz oblasti medicine (zdravlja). |